# 张汝骥
张汝骥（1895年—1930年）云南曲靖人。滇军将领。

## 生平
张汝骥早年加入滇军。1922年后，历任云南陆军宪兵司令、滇东镇守使（1926年改为昭通镇守使）、建国联军第十军军长。1927年2月6日，与龙云、李选廷、胡若愚共同发动二· 六政变，推翻唐继尧。1927年6月14日，张汝骥与胡若愚联合发动六·一四政变，囚禁龙云。后被龙云的部下击败，退到滇东。此后，张汝骥与龙云多次交战。1930年，张汝骥在盐源兵败被俘，被龙云杀害。